# Isopterygium saxense
Isopterygium saxense är en bladmossart som beskrevs av Robert Statham Williams 1914. Isopterygium saxense ingår i släktet Isopterygium och familjen Hypnaceae. Inga underarter finns listade i Catalogue of Life.